# Tour de Géorgie
Le Tour de Géorgie (Tour de Georgia) est une course cycliste américaine créée en 2003 et disputée dans l'État de Géorgie jusqu'en 2008. Elle faisait partie de l'UCI America Tour en tant que course 2.HC. Les coureurs américains s'y sont imposés quatre fois en six éditions.

## Histoire de l'épreuve
Le Tour de Georgie est créé en 2003 par la société Medalist Sports. En 2004 et 2005, la présence de Lance Armstrong attire l'attention des médias sur cette compétition.
En juin 2006, le sponsor principal du Tour de Georgie, le constructeur automobile Ford, annonce sa décision de ne pas poursuivre son partenariat. La difficulté à trouver un nouveau partenaire met en péril la tenue de la course en 2007. La course a cependant lieu grâce aux particuliers et aux entreprises ayant répondu à l'appel aux dons de l'organisation. AT&T devient le nouveau partenaire principal pour l'édition 2008. La santé financière de la course demeure néanmoins suffisamment précaire pour que son avenir soit menacé.

## Palmarès

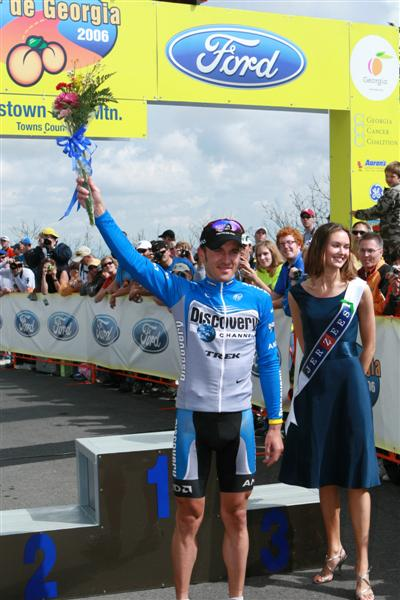
Yaroslav Popovych, durant le Tour de Georgie 2006

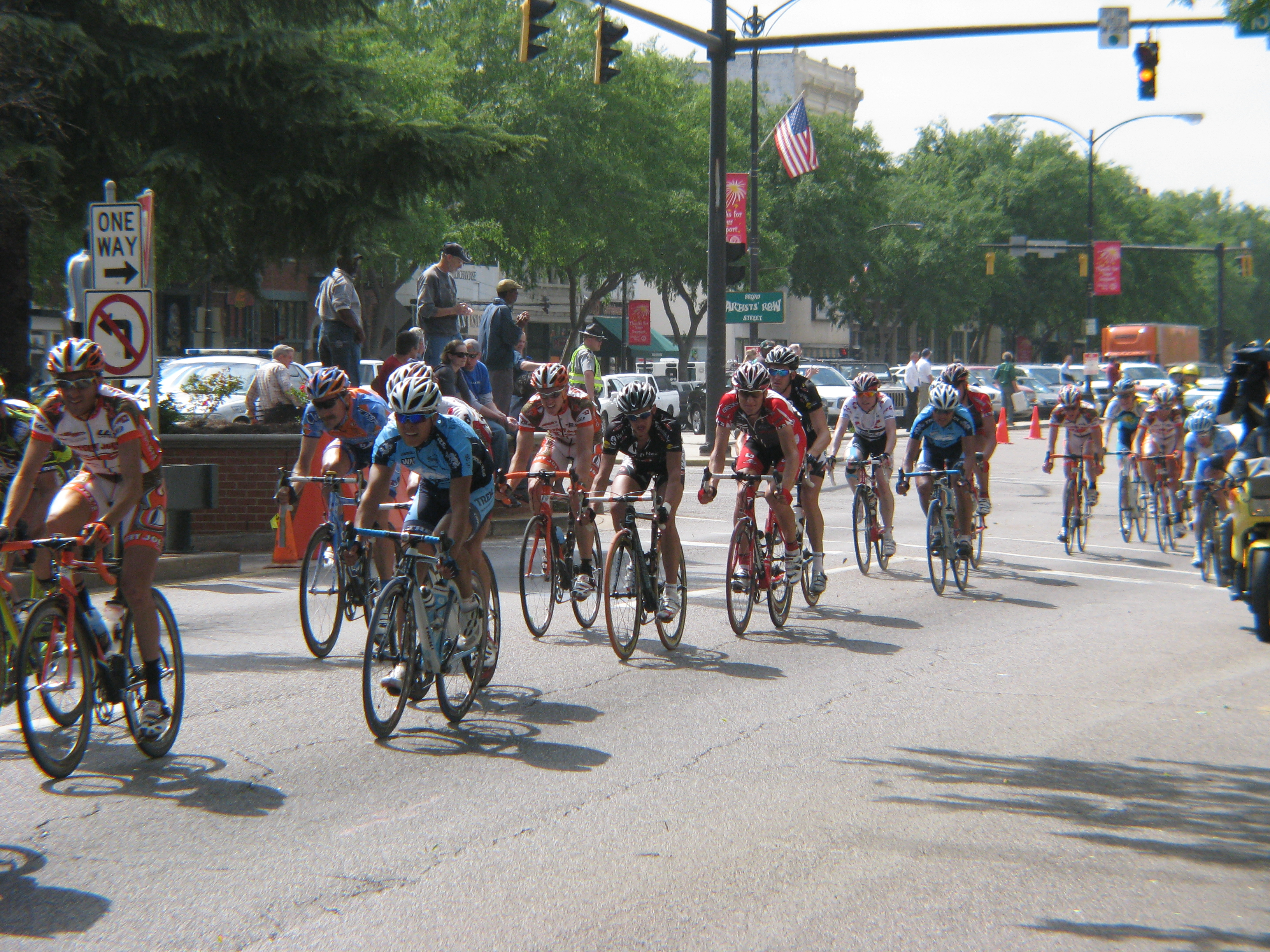
Le peloton du Tour de Georgie 2008, à Augusta

### Podium
| Année | Vainqueur           | Deuxième              | Troisième          |
| ----- | ------------------- | --------------------- | ------------------ |
| 2003  | Christopher Horner  | Fred Rodriguez        | Nathan O'Neill     |
| 2004  | Non attribué        | Jens Voigt            | Christopher Horner |
| 2005  | Non attribué        | Non attribué          | Floyd Landis       |
| 2006  | Floyd Landis        | Non attribué          | Yaroslav Popovych  |
| 2007  | Janez Brajkovič     | Christian Vande Velde | David Cañada       |
| 2008  | Kanstantsin Siutsou | Trent Lowe            | Levi Leipheimer    |
| 2009  | Édition annulée     | Édition annulée       | Édition annulée    |

### Classements annexes
| Année | Points            | Montagne           | Jeune               |
| ----- | ----------------- | ------------------ | ------------------- |
| 2003  | Fred Rodriguez    | Christopher Horner | Saul Raisin         |
| 2004  | Gordon Fraser     | Jason McCartney    | Kevin Bouchard-Hall |
| 2005  | Gregory Henderson | José Luis Rubiera  | Trent Lowe          |
| 2006  | Fred Rodriguez    | Jason McCartney    | Janez Brajkovič     |
| 2007  | Juan José Haedo   | Ryder Hesjedal     | Janez Brajkovič     |
| 2008  | Gregory Henderson | Jason McCartney    | Trent Lowe          |
| 2009  | Édition annulée   | Édition annulée    | Édition annulée     |